# راینهاردتسگریما
راینهاردتسگریما (به آلمانی: Reinhardtsgrimma) یک منطقهٔ مسکونی در آلمان است که در گلسهوته واقع شده‌است. راینهاردتسگریما ۳٬۰۰۲ نفر جمعیت دارد.